# شبکه گردنی
شبکه گردنی از اجتماع شاخه‌های جلویی (قدامی) اعصاب نخاعی گردنی اول تا چهارم( C1 الی C4) و بخش کمی از عصب نخاعی گردنی پنجم( C5 ) ایجاد می گردد. این شبکه بیشتر در عصب رسانی ماهیچه‌های طرفی و جلویی گردن، ماهیچه دیافراگم و همچنین حس نواحی سر و گردن و قفسه سینه نقش دارد.

## شاخه‌های شبکه گردنی
شاخه‌های شبکه گردنی را می توان به چهار گروه تقسیم کرد که عبارتنداز:
- شاخه‌های سطحی صعودی
- شاخه‌های سطحی نزولی
- شاخه‌های عمقی داخلی
- شاخه‌های عمقی خارجی

### شاخه‌های سطحی صعودی
شاخه‌های این گروه شامل:
- عصب پس سری کوچک (C2)
- عصب گوشی بزرگ (C2-C3)
- عصب پوستی عرضی (C2-C3)

### شاخه‌های سطحی نزولی
شامل اعصاب فوق ترقوه ای  هستند:
- اعصاب فوق ترقوه ای داخلی (Medial)
- اعصاب فوق ترقوه ای میانی (Intermediate)
- اعصاب فوق ترقوه ای طرفی (Lateral)

### شاخه‌های عمقی داخلی
این گروه شامل موارد زیر است:
- شاخه‌های ارتباطی [۲] با عصب زیرزبانی (هیپوگلوسال)، عصب واگ و سمپاتیک.
- شاخه‌های ماهیچه ای برای
  - رکتوس کپیتیس طرفی
  - رکتوس کپیتیس جلویی
  - لونگوس کپیتیس
  - لونگوس کولی
- ریشه تحتانی حلقه گردنی [۳]
- عصب فرنیک (C3-C4-C5)

### شاخه‌های عمقی خارجی
شاخه‌های عمقی از گروه خارجی شبکه گردنی عبارتنداز:
- شاخه‌های ارتباطی با عصب فرعی نخاعی [۴]
- شاخه‌های ماهیچه ای برای:
  - ماهیچه جناغی چنبری پستانی (استرنوکلیدوماستوئید)
  - ماهیچه ذوزنقه ای (تراپزیوس)
  - ماهیچه بالابرنده کتف (لواتور اسکاپولا)
  - ماهیچه اسکالن میانی

## نگارخانه

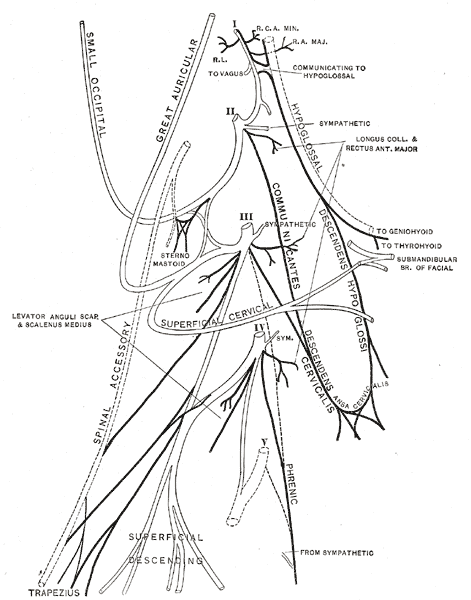
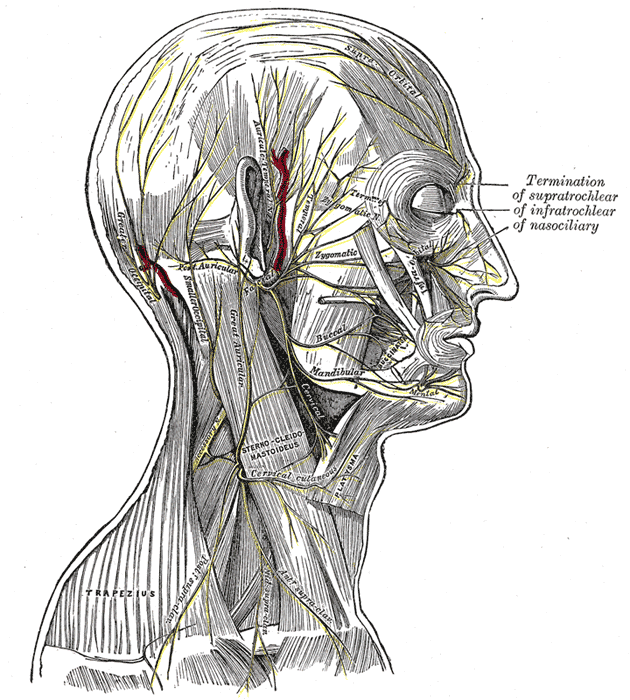
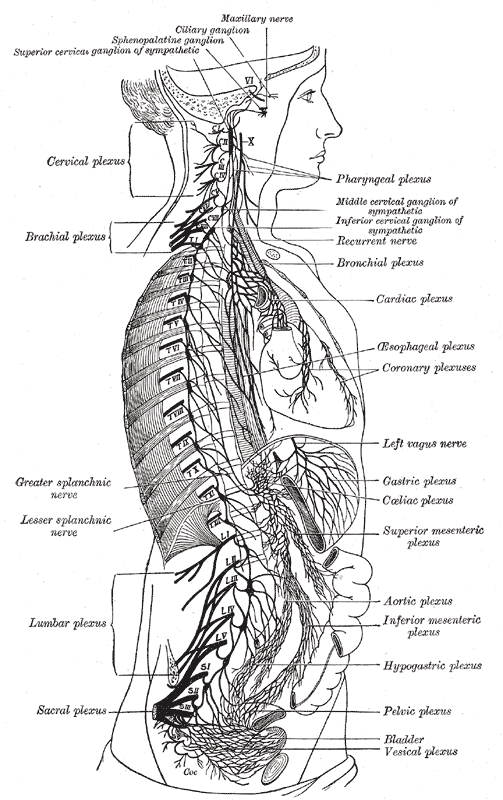
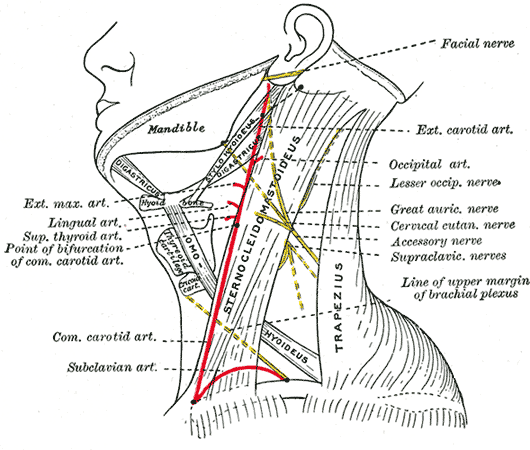
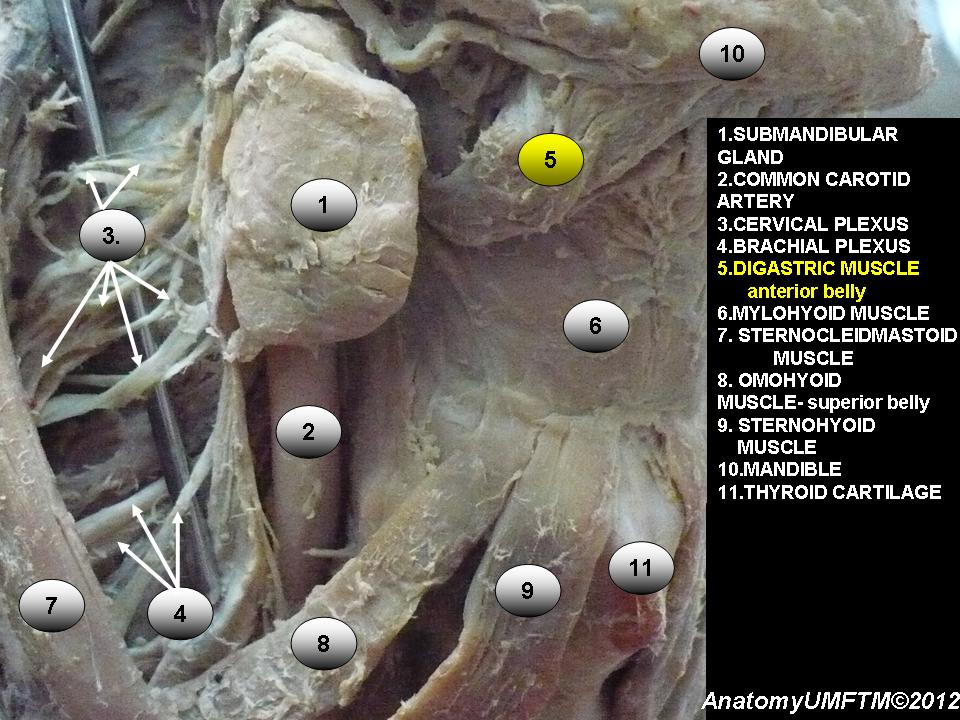